# Lao Securities Exchange
La Lao Securities Exchange (LSX) est la première bourse des valeurs ouverte au Laos, pays à régime communiste. L'influence de l'évolution économique de la Chine populaire, avec laquelle le Laos a d'importants échanges, a été déterminante pour la création d'un marché financier au Laos. La Korea Exchange a fourni une aide technique et financière.

## Histoire
Une première équipe de création de la bourse s'installe dans des bureaux en face du Don Chanh Palace Hotel, en attendant que les travaux du bâtiment officiel soient complétés. La création de la nouvelle bourse du Laos prend 3 ans.
La bourse est créée le 10 octobre 2010. Elle commence ses cotations le 11 janvier 2011 avec l'introduction de deux titres : EDL Generation-Public Company, la filiale de la compagnie publique de production d'électricité Électricité du Laos, et la Banque Pour Le Commerce Extérieur du Laos (BCEL), la plus importante banque du pays,. La bourse souhaite alors lever au moins 5 milliards de dollars dans l'année avec sa nouvelle plateforme, et éventuellement adhérer à l'Organisation mondiale du commerce. Le premier jour, 265 000 dollars sont échangés.
Les fonds pour la création de la bourse ont été fournis par la Corée du Sud qui investit 9,8 millions de dollars (49%), et la banque du Laos qui investit le reste.
En 2015, la Bangkok Bank est autorisée à agir en agent de gestion et d'échange des actifs du LSX.
En février 2017, Lao Cement devient la 7e société à rejoindre les indices du LSX. En avril 2017, la bourse divise par deux ses commissions. Le LSX élargit les heures d'ouverture de la bourse de 2 heures et demi à 4 heures par jour. De 2011, à 2018, la bourse n'a listé que 7 sociétés, les modes de gouvernance opaques des sociétés du Laos sont cependant un frein à leur indexation dans le LSX.
À la date du 29 juin 2025 , la bourse liste 11 sociétés.